# فلياش

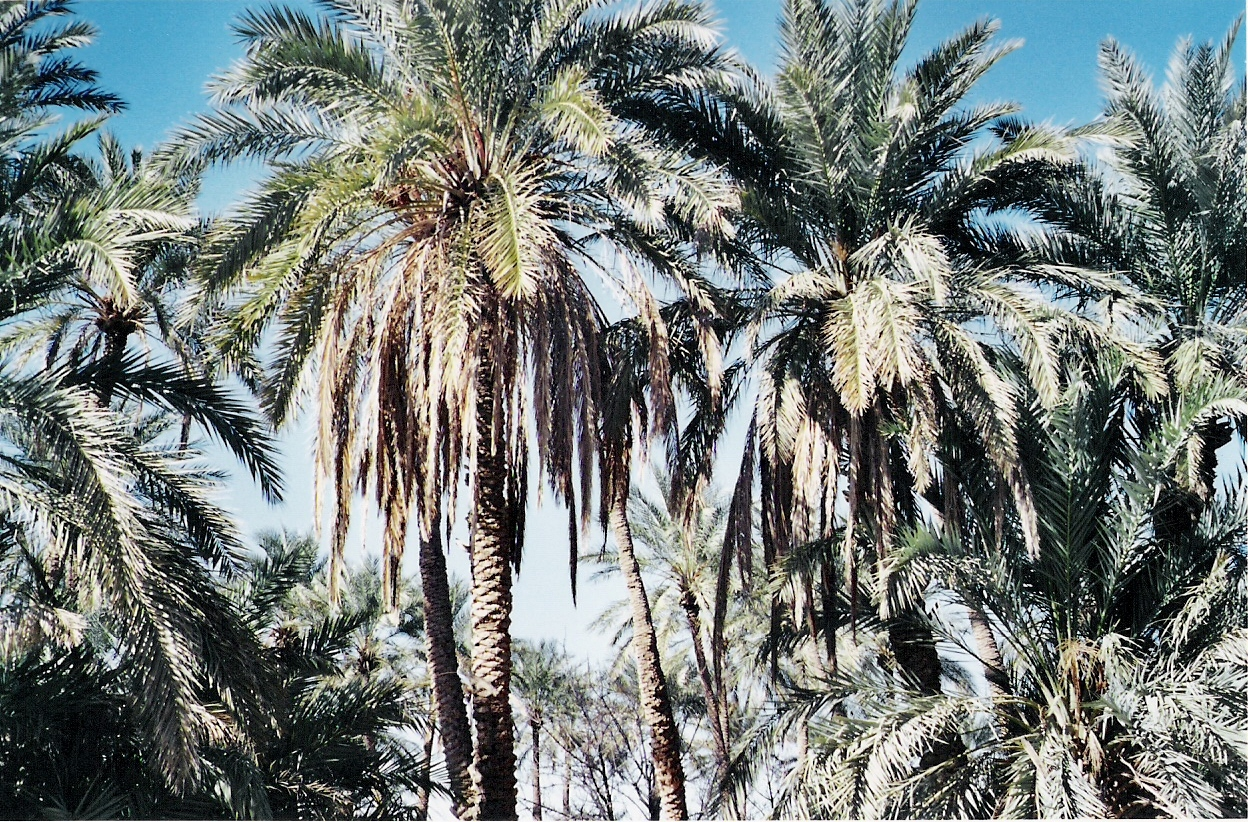
منظر لواحة فلياش ببسكرة.

فلياش واحة بولاية بسكرة تقع 5 كم جنوب شرق مدينة بسكرة.